# یاکسون پوروسو

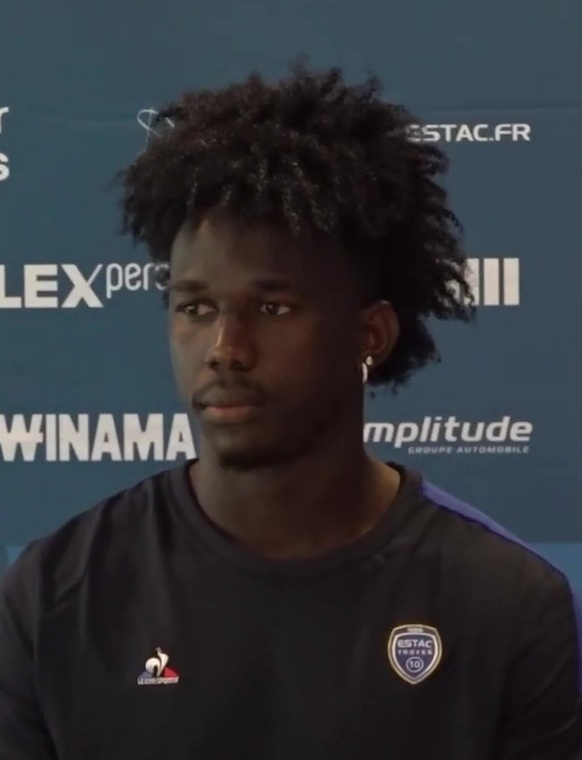
یاکسون پوروسو - ۲۰۲۲

یاکسون پوروسو (اسپانیایی: Jackson Porozo‎؛ زادهٔ ۴ اوت ۲۰۰۰) بازیکن فوتبال اهل اکوادور است.
از باشگاه‌هایی که در آن بازی کرده‌است می‌توان به باشگاه فوتبال سانتوس اشاره کرد.
او همچنین در تیم‌های ملی فوتبال زیر ۱۷ سال اکوادور، زیر ۲۰ سال اکوادور، زیر ۲۳ سال اکوادور و اکوادور بازی کرده‌است.